# Асурбанипал
Асурбанипал или Ашурбанипал (685. п. н. е. – 627. пне), син краља Асархадона, био је посљедњи велики владар Новогасирског царства. Познат је по томе што је установио прву систематски организовану библиотеку на Древном Блиском истоку, Асурбанипалову библиотеку, чији је један део и данас очуван.
У Библији се назива Ас(е)наппар или Оснаппер (Езра 4:10). Римски историчар Јустин је за њега навео да је Сарданапал.

## Порекло, детињство и младост
Асурбанипалово име (Ашшур-бани-апли) на акадском значи "Ашур је направио сина". Асурбанипал се родио као млађи син краља Асархадона, а позната су имена још петоро браће и сестара.
Асархадонов приестонаследник је био Асурбанипалов старији брат Син-иддин-апли. Док се старији син припремао за преузимање власти, млађи је проводио вриеме вежбајући лов, ратне вештине, коњаништво и вожњу двоколица. Асурбанипал је, међутим, показао и занимање за верске обреде, математику, али и сумерске текстове. Научивши се користити клинописом постао је први и једини асирски владар који је знао читати и писати.
Године 672. п. н. е. Син-иддин-апли је умро. Према наследном реду је нови приестонаследник требао постати Схамасх-схум-уккин, али је утицајна краљица-мајка Закуту сматрала да Асархадона ипак треба наследити Асурбанипал. Старијем брату је, ипак, препуштена управа над Бабилоном где је интересе свог оца и Асирије требао заступати као вазални краљ.
Као приестонаследник, Асурбанипал је брзо почео помагати оцу у управљању државом, а из тог периода су сачувани његови детаљни извештаји.
Године 669. п. н. е. Асархадон је преминуо у Харрану припремајући се за гушење побуне у Египту. Власт је привремено преузела Закуту те уверила водеће асирске племиће и војне команданте да се не супростављају Асурбанипалу, односно не подрже могућу побуну Схамасх-схум-уккина. Неколико месеци касније, Асурбанипал је крунисан за асирског краља.

## Владавина
На самом почетку владавине Асурбанипалу је приоритет био Египат, подељен на северни асирски део под влашћу вазалног краља Нехоа I и јужни нубијски део под влашћу египатско-нубијског краља Тахарке. Тахарка је стално потпиривао побуне међу локалним велможама, настојећи се вратити на власт, одакле је отеран од стране Асурбанипаловог оца. Године 668. п. н. е. Асурбанипалове снаге су поразиле Тахарку и отерале га из Делте.
Године 664. п. н. е. Тахаркин наследник Тантмани је продро у Доњи Египат и убио Нехоа. Асурбанипалова је реакција је била муњевита - његова је војска поразила Нубијце, освојила и опустошила Тебу, а нубијски владари више нису преузимали походе на Египат. За владара је именован Нехов син Псаметих. Међутим, само четири године касније Египћани су се побунили против Асираца, а 654. п. н. е. су из Египта протерани последњи асирски гарнизони. Успркос томе, између две државе су се наставили трговински односи.
На северозападу државе је Асурбанипал имао, према Херодоту, испочетка добре односе с лидијским краљем Гигом те је асирска војска Лидијцима помагала у борби против Кимеријаца. Међутим, када је Гиг склопио савез са побуњеним Псаметихом, Асурбанипал је одлучио растурити савез и оставити Лидију на милост и немилост Кимеријцима. Ту је политику промиенио тек након Гигове смрти.
У западном делу Царства је Асурбанипал подвргнуо својој власти захваљујући успешној опсади Тира. Као и претходни асирски владари, Асурбанипал је био склон великој окрутности према побуњеним градовима и покрајинама, али и коришћењу пропаганде и хваљењу властитим зверствима како би обесхрабрио све потенцијалне бунтовнике. Судбина Тира је, барем привремено, поданике у Сирији и Палестини одвратила од устанка против Асирије.

## Последње године
Према постојећим подацима, последња деценија Асурбанипалове владавине је протекла у релативном миру. Недостатак војних похода се делимично тумачи тиме да су најопаснији противници Асирије барем привремено умирени, али такође и умором владара и исцрпљеношћу његове војске.
С друге стране, релативно мали број службених записа из тог периода је довео до спекулација како је Асирија тада запала у озбиљну кризу. Тако се, заправо, с потпуном поузданошћу не зна када је заправо Асурбанипал умро. Уз најчешће кориштени датум 627. п. н. е. се спомиње и 631. п. н. е. као време када је његов син Асхур-етил-илани преузео власт. Део асиролога сматра како је Асурбанипал свог сина поставио као сувладара, настојећи спречити грађански рат који би избио након његове смрти.
Ти напори, међутим, нису уродили плодом и Асирско царство су одмах након Асурбанипалове смрти погодиле провале номадских барбара, међусобни сукоби и побуна у Бабилону која ће за једну генерацију довести до потпуног нестанка асирске државе.

## Библиотека
Асурбанипал је, с једне стране, био суров владар, али се с друге стране волео хвалити и својим интелектуалним достигнућима, односносно љубави према књижевности. Осим што је иза себе оставио документе аутобиографског карактера, познат је по томе што је основао велику библиотеку у Ниниви, од које потиче данас највећа збирка бабилонско-асирске литературе. Асурбанипал је желео на једном месту окупити све што су на Блиском истоку створиле генерације на књижевном и научном пољу.Изградио је прву систематски организовану Библиотеку на Блиском истоу. Запослио је велики број преписивача и преузео систематско скупљање бабилонско-асирске књижевности. Библиотека је била подељена по стручним групама и опскрбљена ознакама за сналажење; имала је и каталоге. Свака је плочица садржала колофон с подацима о садржају, преписивачу и сл. Библиотека је уништена 612. п. н. е. кад је разорена Нинива.
Пред крај 19. века у Ниниви пронађено је више од 20.000 глинених плочица с клинастим писмом које се данас чувају у Британском музеју у Лондону.